# Rue Guillaume Demuylder
La rue Guillaume Demuylder est une voie bruxelloise de la commune d'Auderghem qui relie le boulevard des Invalides à la place Thomas Balis et à la chaussée de Wavre sur une longueur de 220 mètres.

## Historique et description
En 1913, la famille Plissart avait donné le coup d'envoi du lotissement de cette rue, après que les rues  des Paysagistes et Th. Baron avaient déjà pu être aménagées sur ses terrains.
La Première Guerre mondiale allait ralentir le développement du quartier. Le 16 avril 1927, le collège donna le nom de rue « Guillaume Demuylder » à cette nouvelle rue.
La place Thomas Balis n'existant pas encore, la rue courait jusqu'à la chaussée de Wavre où elle rejoignait l'allée des Colzas.
- Premier permis de bâtir délivré le 30 janvier 1930 au Comptoir des Matériaux, de Bruxelles, pour les n° 20, 22, 24, 26, 28, 29, 31, 33 et 35. Cette société construira encore d'autres immeubles, dans le même style, aux avenues Claes, Geyskens, Smets et des Paradisiers et la rue Schoonejans.

### Origine du nom
Cette voie honore Guillaume Demuylder né le 9 décembre 1879 à Etterbeek, mort le 24 mars 1918 à l'hôpital militaire de Bourbourg en France, il était domicilié en la commune d'Auderghem. Il avait le grade d'ouvrier civil militaire à l'hôpital. Sa dépouille mortelle fut ramenée en Belgique le 3 septembre 1922 et, comme celle d'autres soldats de la Grande Guerre, elle fut inhumée solennellement près du monument, au cimetière d'Auderghem[réf. souhaitée].

## Situation et accès
| ___ | Ce site est desservi par la station de métro : Delta. |